# Ilze Gribule
Ilze Gribule (Krāslava, 25 de enero de 1984) es una atleta letona especializada en el lanzamiento de jabalina.

## Carrera deportiva
Debutante en 1999, una de sus primeras apariciones a nivel internacional tuvo lugar en el año 2000, en el Campeonato Mundial de Atletismo Sub-20 celebrado en Santiago de Chile, donde quedó entre las diez mejores en lanzamiento de jabalina, con 46,47 metros de marca.
En 2001, en el Campeonato Mundial de Atletismo Sub-18 de Debrecen (Hungría), acabó undécima, con 42,62 metros. Mejoraría poco después, ya que en el Campeonato Europeo de Atletismo Sub-20, en Grosseto (Italia), superaba la marca de los 50 metros, quedando quinta. Ese año terminaría con una medalla de oro en el Festival Olímpico de la Juventud Europea de Murcia (España), gracias a un registro de 49,27 metros.
Seguidamente, en 2002, regresaría al podio, ahora con una plata en el Campeonato Mundial de Atletismo Sub-20 de Kingston (Jamaica), donde llegó gracias a 52,76 metros. La misma marca le llevaría al año siguiente, en el Campeonato Europeo de Atletismo Sub-20 de Tampere (Finlandia) al bronce.
En 2004 participaría en sus únicos Juegos Olímpicos, al formar parte de la comitiva báltica que viajó a Atenas (Grecia) para competir en la cita olímpica. No superaría la ronda clasificatoria. En el primer intento realizó un lanzamiento de 54,82 metros; el segundo mejoró en diez centésimas (siendo su máximo) y en el tercero bajaría hasta los 51,95 metros, quedando seis metros por debajo del corte para la final, establecido por el que dejó la atleta hispanocubana Nora Aída Bicet, con 60,97 metros.
En 2005, en el Campeonato Europeo de Atletismo Sub-23 terminaría siendo sexta, con 52,82 metros de lanzamiento.
Un año más tarde tendría lugar el último evento reseñable de su carrera, el Campeonato Europeo de Atletismo que se celebró en Gotemburgo (Suecia), donde no superó la fase clasificatoria, pese a mejorar sus registros, llegando hasta los 54,48 metros.

## Resultados por competición

### Por temporada
| Representando a Letonia | Representando a Letonia                  | Representando a Letonia | Representando a Letonia | Representando a Letonia | Representando a Letonia |
| ----------------------- | ---------------------------------------- | ----------------------- | ----------------------- | ----------------------- | ----------------------- |
| Año                     | Competición                              | Lugar                   | Puesto                  | Marca (m.)              |                         |
| 2000                    | Campeonato Mundial de Atletismo Sub-20   | Santiago                | 10.ª                    | 46,47                   |                         |
| 2001                    | Campeonato Mundial de Atletismo Sub-18   | Debrecen                | 11.ª                    | 42,62                   |                         |
| 2001                    | Campeonato Europeo de Atletismo Sub-20   | Grosseto                | 5.ª                     | 52,39                   |                         |
| 2001                    | Festival Olímpico de la Juventud Europea | Murcia                  | 1.ª                     | 49,27                   |                         |
| 2002                    | Campeonato Mundial de Atletismo Sub-20   | Kingston                | 2.ª                     | 52,76                   |                         |
| 2003                    | Campeonato Europeo de Atletismo Sub-20   | Tampere                 | 3.ª                     | 52,76                   |                         |
| 2004                    | Juegos Olímpicos                         | Atenas                  | 17.ª (Q1)               | 54,92                   |                         |
| 2005                    | Campeonato Europeo de Atletismo Sub-23   | Érfurt                  | 6.ª                     | 52,82                   |                         |
| 2006                    | Campeonato Europeo de Atletismo          | Gotemburgo              | 12.ª (Q1)               | 54,48                   |                         |

### Mejores marcas
| Disciplina              | Marca    | Lugar | Fecha              |
| ----------------------- | -------- | ----- | ------------------ |
| Lanzamiento de jabalina | 58,74 m. | Riga  | 14 de mayo de 2005 |